# Deer Park (Ohio)
Deer Park ist eine City im Hamilton County des Bundesstaates Ohio, Vereinigte Staaten. Das U.S. Census Bureau ermittelte bei der Volkszählung 2020 eine Einwohnerzahl von 5432.
Die Stadtfläche umfasst nur eine Quadratmeile (2,2 km²). Den Namen hat der Ort von den Hirschen (englisch Deer), die hier in großer Zahl durch das dicht bewaldete Gebiet zogen, um an den vielen Wasserläufen zu trinken.

## Geschichte
Deer Park wurde um 1788 erstmals von Einwanderern besiedelt. Die Gemeinde unterhält das Naturschutzgebiet Chamberlin Park. 1886 wurde in der heutigen Taverne an der Blue Ash Road von Siedlern die Gründung einer Siedlung an dieser Stelle beschlossen. 1892 erbauten sie die erste Kirche im Ort. Den Status eines Dorfes erhielt Deer Park 1912, es hatte damals 327 Einwohner. Das Dorf wuchs zunächst nur langsam, erst 24 Jahre später wurde ein Verwaltungsgebäude erstellt und die Bürgerversammlungen fanden nicht mehr in der Taverne statt. Danach setzte der Babyboom ein und Deer Park wurde 1952 zur Stadt erhoben, da die Einwohnerzahl nun über 7000 angestiegen war.
In den 1950er und 1960er Jahren stechen die großzügigen Parkanlagen inmitten der Stadt hervor, in denen viele Kinder ihre Freizeit verbringen. Die Eisenbahn trennte die Stadt dann in zwei Teile, sie wurde genau entlang der Hauptstraße errichtet. Die grünen Alleen und Parkanlagen sind inzwischen weitgehend verschwunden.
1969 richtete ein Tornado großen Schaden an Bäumen und Anlagen an, Menschen kamen dabei jedoch nicht zu Schaden.